# Zamek Mersch

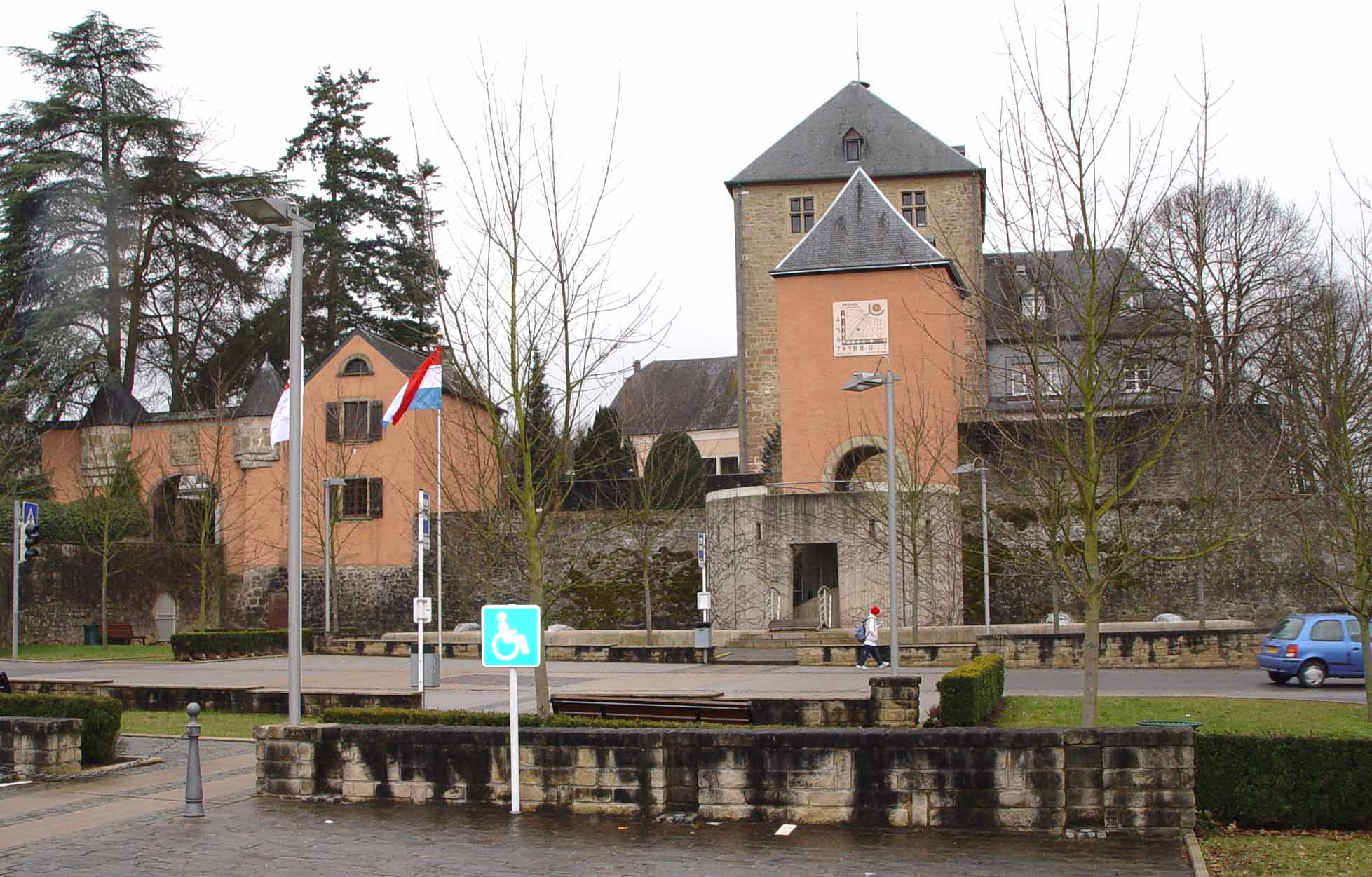
Zamek Mersch, 2005

Zamek Mersch (luks. Schlass Miersch, fr. Château de Mersch, niem. Schloss Mersch) – XIII-wieczny zamek w Mersch w Luksemburgu; jeden z siedmiu zamków w „dolinie siedmiu zamków”; siedziba lokalnych władz.

## Położenie
Zamek znajduje się w centrum miejscowości Mersch. 

## Historia
Pierwszym właścicielem Mersch był Theodoric I., rycerz hrabiny Ermesinde. W 1232 roku pojawiła się pierwsza wzmianka o turris – wieży – najprawdopodobniej donżonie. Wzmianka znajdowała się w akcie kupna majątku przez Theodorica I. Wieża była najprawdopodobniej pozostałością po wcześniejszym zamku wzniesionym przez Nithardusa w czasach karolińskich. Theodoric wzniósł najprawdopodobniej warownię otoczoną fosą, która została spalona przez Burgundów podczas wojny szwajcarsko-burgundzkiej. Warownia składała się z donżonu (wzniesionego na planie kwadratu o boku 12 m), otoczonego murem obronnym z bramą wjazdową. 
Według planów sporządzonych w 1574 roku zamek miał wymiary 61 × 70 m, fosa 11 m szerokości a okalający go mur obronny 1,35 m grubości. Pod koniec XVI w. zamek został przebudowany przez Paulusa von der Veltza i przekształcony w rezydencję z fasadą w stylu renesansowym. 
W 1603 roku zamek został podpalony, zniszczony w trakcie wojny trzydziestoletniej i odbudowany pod koniec XVII w. przez hrabiego Johanna-Friedricha von Eltera. W 1717 roku ponownie konsekrowano kaplicę zamkową.
W 1898 roku jego właściciele – rodzina von Sonnenberg-Reinach – sprzedali majątek firmie Schwartz-Hallinger. Kolejny remont zamku przeprowadzono w 1930 roku, a w 1938 roku powstało tu schronisko młodzieżowe. Gmina Mersch zakupiła posiadłość w 1957 roku, która w 1960 roku przeszła na własność państwa, by w 1988 roku powrócić w ręce gminy. Po remoncie w 1993 roku zamek jest siedzibą władz lokalnych i administracji. W gmachu mieści się również punkt informacji turystycznej.  
Mersch jest jednym z siedmiu zamków w „dolinie siedmiu zamków” – w dolinie rzeki Eisch. W 2011 roku zamek Mersch został upamiętniony na okolicznościowej monecie o nominale 5 euro w serii monet „Zamki Luksemburga”.

## Architektura
Zamek o wymiarach 34 × 30 m ma cztery okrągłe baszty o średnicy 6 m. Pierwotny donżon został rozbudowany w kierunku północno-zachodnim.  
Komnaty zamku zwieńczone są sklepieniami sieciowymi. Wystrój wnętrz utrzymany jest w stylu późnego gotyku. Na drugim piętrze znajduje się sala rycerska ozdobiona 16 herbami kolejnych właścicieli zamku. 